# SMTN
SMTN‏ (Smoothelin) هوَ بروتين يُشَفر بواسطة جين SMTN في الإنسان.